# Bułgaria na Zimowych Igrzyskach Paraolimpijskich 2018
Bułgaria na Zimowych Igrzyskach Paraolimpijskich 2018 – występ kadry sportowców reprezentujących Bułgarię na igrzyskach paraolimpijskich w Pjongczangu w 2018 roku.
W kadrze znalazł się tylko jeden uczestnik igrzysk występujący w biegach narciarskich. W kwalifikacjach sprintu zajął 18. miejsce, co nie pozwoliło mu awansować do półfinału. Natomiast rywalizację na 10 km stylem klasycznym zakończył na 16. miejscu.

## Reprezentanci
| Zawodnik            | Dyscyplina        | Konkurencja              | Podgrupa | Czas    | Strata   | Miejsce | Źródło      |
| ------------------- | ----------------- | ------------------------ | -------- | ------- | -------- | ------- | ----------- |
| Swietosław Georgiew | Biegi narciarskie | Sprint stylem klasycznym | B2       | 4:29,74 | +1:01,78 | 18.     | [ 3 ] [ 4 ] |
| Swietosław Georgiew | Biegi narciarskie | 10 km stylem klasycznym  | B2       | 31:42,6 | +8:24,8  | 16.     | [ 5 ]       |